# ちびっ子タイム・このゆびと〜まれ!!
『ちびっ子タイム・このゆびと〜まれ!!』（ちびっこタイム・このゆびと〜まれ）は、熊本放送（RKKテレビ）で平日夕方に放送されているミニ番組。マルキン食品の一社提供。

## 概要
熊本県内にある幼稚園・保育園の園児たちの映像をバックに、県内在住の小学生が自筆の作文を読み上げるという内容。

## 放送時間の変遷
本番組の放送時間は、直前の時間帯に放送されるローカルニュースの終了時刻に左右される。
- 月曜 - 金曜 18:50 - 18:55 （2002年3月25日 - 2009年3月27日）
- 月曜 - 金曜 18:40 - 18:45 （2009年3月30日 - 2009年9月25日） - 直前枠の『夕方いちばんNEWS』が『総力報道!NEWS LIVE くまもと』へリニューアルし、同時に18:40終了になったために変更。
- 月曜 - 金曜 18:35 - 18:40 （2009年9月28日 - 2010年3月26日） - 『総力報道!NEWS LIVE くまもと』の放送時間繰り上げ、同時に『総力報道!THE NEWS』が18:40開始に短縮されたために変更。
- 月曜 - 金曜 18:50 - 18:54 （2010年3月29日 - 2014年3月28日） - 『総力報道!NEWS LIVE くまもと』が18:15放送開始になるのを受けて変更。
- 月曜 - 金曜 18:55 - 19:00 （2014年3月31日 - 現在）